# Грязнов, Александр Николаевич
Александр Николаевич Грязнов (9 ноября 1922, Далматов, Екатеринбургская губерния — 5 апреля 2005, Шадринск, Курганская область) — советский государственный и партийный деятель, первый секретарь Шадринского райкома КПСС (1972—1980). Герой Социалистического Труда (1976), участник Великой Отечественной войны, капитан.

## Биография
Александр Николаевич Грязнов родился 9 ноября 1922 года в семье крестьянина-середняка в городе Далматове Далматовской волости Шадринского уезда Екатеринбургской губернии, ныне город Далматово — административный центр Далматовского муниципального округа Курганской области.
В 1941 году, после окончания Далматовской средней школы был призван в ряды Рабоче-крестьянской Красной Армии. Участвовал в боях с захватчиками, был четыре раза ранен. Служил в 1128-м стрелковом полку 336-й стрелковой дивизии; 18 декабря 1942 года лейтенант А.Н. Грязнов выбыл в госпиталь. 7 апреля 1943 года выбыл из эвакогоспиталя № 3137, город Соликамск Молотовской области. Служил в 358-м стрелковом полку 136-й стрелковой дивизии; 31 мая 1944 года лейтенант А.Н. Грязнов выбыл из эвакогоспиталя № 5893, город Моршанск Тамбовской области; был демобилизован по ранению. Вернулся на родину.
С 1944 года член ВКП(б), в 1952 году партия переименована в КПСС.
С 1945 года — партийной и советской работе в Далматовском, Каргапольском, Шадринском районах Курганской области. В 1945—1949 годах — секретарь Далматовского райкома ВЛКСМ. В 1946 году окончил годичную партийную школу. В 1949—1950 годах — заведующий орготделом Каргапольского райкома ВКП(б); 1950—1953 года — секретарь Каргапольского, затем Шадринского райкомов КПСС.
В 1958 году окончил Свердловскую высшую партийную школу и возвратился в Шадринский район. До 1962 года работал заместителем председателя райисполкома, затем до 1965 года — вторым секретарем райкома КПСС, в 1964—1972 годах — председатель Шадринского райисполкома.
В 1972 году избран первым секретарем Шадринского райкома КПСС. Этот район — самый хлебный в области, район высокой культуры земледелия. В 1976 году район собрал самый высокий урожай за всю свою историю — по 25,7 центнера зерна с гектара. За выдающиеся успехи более ста человек были удостоены правительственных наград. Этому способствовала система безотвальной обработки почвы, разработанная Терентием Семёновичем Мальцевым.
Указом Президиума Верховного совета СССР от 23 декабря 1976 года «за выдающиеся успехи, достигнутые во Всесоюзном социалистическом соревновании, проявленную трудовую доблесть в выполнении планов и социалистических обязательств по увеличению производства и продажи государству зерна и других сельскохозяйственных продуктов в 1976 году» Грязнову Александру Николаевичу присвоено звание Героя Социалистического Труда присвоено в с вручением ордена Ленина и золотой медали «Серп и Молот».
Многие годы Грязнов вел большую общественную работу: был членом обкома КПСС, неоднократно избирался депутатом областного, районного Советов народных депутатов, был делегатом XXV съезда КПСС.
Жил в городе Шадринске.
Александр Николаевич Грязнов скончался 5 апреля 2005 года. Похоронен <на каком кладбище?> в городе Шадринске Курганской области.

## Награды
- Герой Социалистического Труда, 23 декабря 1976 года
  - Орден Ленина № 425915
  - Медаль «Серп и Молот» № 18542
- Орден Ленина, 11 декабря 1973 года
- Орден Октябрьской Революции, 8 апреля 1971 года
- Орден Отечественной войны I степени, 6 мая 1965 года
- Орден Отечественной войны II степени, 6 апреля 1985 года[3]
- Орден «Знак Почёта», дважды: 28 (или 29) октября 1948 года, 23 июня 1966 года
- медали, в т.ч.:
  - Юбилейная медаль «За доблестный труд. В ознаменование 100-летия со дня рождения Владимира Ильича Ленина», 1970 год
  - Медаль «За освоение целинных земель»
  - Золотая и Серебряная медали ВДНХ
- Почётный гражданин Курганской области, 1 апреля 2005 года
- Почётный гражданин Шадринского района, 29 января 2004 года[4][5]

## Память
- В Шадринском районе в 2000 году утверждена премия администрации района им. Героя Социалистического Труда А. Н. Грязнова «За верность крестьянскому делу», которая ежегодно вручается руководителям сельхозпредприятий, достигшим наивысших показателей.
- Мемориальная доска на доме, где с 1965 по 2005 год жил в городе Шадринске. <адрес?>

## Семья
Отец, Николай Игнатьевич Грязнов (1895 — без вести пропал в армии в августе 1943), мать Анна Гавриловна, были колхозниками. В семье было 5 детей, Александр — старший.